# 柳澤紗希
柳澤 紗希（やなぎさわ さき、1996年5月5日 - ）は、東京都調布市出身の女子サッカー選手。ポジションはミッドフィールダー。

## 経歴

### ユース
浦和レッズレディースのユース出身。同期に清家貴子、清水栞、三浦紗津紀などがいる。トップチームには昇格できず、三浦とともに早稲田大学に進学し、早稲田大学ア式蹴球部女子に所属。

### シニア
三菱重工浦和レッズレディース
2019年、ユース時代にプレーした浦和レッズレディース（現・三菱重工浦和レッズレディース）に加入した。
2022年5月21日、2021-22シーズンをもってチームを退団。
アルビレックス新潟レディース
2022年6月30日、アルビレックス新潟レディースに移籍。
2024年5月24日、2023-24シーズンをもってチームを退団することを発表した。

## 人物
- 試合前のルーティーンは、バナナを食べること。
- コンディション維持方法は、お風呂、ご飯、ケア。
- 自分を動物に例えると、コアラ。
- 浦和レッズレディース時代の元チームメイトである高橋はなとYouTubeチャンネル「やなはな〜8and7〜」で活動している。

## 個人成績

### クラブ
| 国内大会個人成績 | 国内大会個人成績             | 国内大会個人成績 | 国内大会個人成績 | 国内大会個人成績 | 国内大会個人成績 | 国内大会個人成績 | 国内大会個人成績 | 国内大会個人成績 | 国内大会個人成績 | 国内大会個人成績 | 国内大会個人成績 |
| 年度             | クラブ                       | 背番号           | リーグ           | リーグ戦         | リーグ戦         | リーグ杯         | リーグ杯         | オープン杯       | オープン杯       | 期間通算         | 期間通算         |
| 年度             | クラブ                       | 背番号           | リーグ           | 出場             | 得点             | 出場             | 得点             | 出場             | 得点             | 出場             | 得点             |
| 日本             | 日本                         | 日本             | 日本             | リーグ戦         | リーグ戦         | リーグ杯         | リーグ杯         | 皇后杯           | 皇后杯           | 期間通算         | 期間通算         |
| ---------------- | ---------------------------- | ---------------- | ---------------- | ---------------- | ---------------- | ---------------- | ---------------- | ---------------- | ---------------- | ---------------- | ---------------- |
| 2019             | 浦和レッズレディース         | 22               | なでしこ1部      | 1                | 1                | 1                | 0                | 0                | 0                | 2                | 1                |
| 2020             | 浦和レッズレディース         | 22               | なでしこ1部      | 0                | 0                | -                | -                | 0                | 0                | 0                | 0                |
| 2021-22          | 三菱重工浦和レッズレディース | 15               | WE               | 0                | 0                | -                | -                | 0                | 0                | 0                | 0                |
| 2022-23          | アルビレックス新潟レディース | 6                | WE               | 12               | 0                | 3                | 0                | 2                | 0                | 17               | 0                |
| 2023-24          | アルビレックス新潟レディース | 6                | WE               | 3                | 1                | 4                | 0                | 0                | 0                | 7                | 1                |
| 通算             | 日本                         | 日本             | 1部              | 16               | 2                | 8                | 0                | 2                | 0                | 26               | 2                |
| 総通算           | 総通算                       | 総通算           | 総通算           | 16               | 2                | 8                | 0                | 2                | 0                | 26               | 2                |

- 日本女子サッカーリーグ
  - 初出場 - 2019年8月31日 なでしこリーグ1部 第10節 日体大FIELDS横浜戦 (浦和駒場スタジアム)
  - 初得点 - 2019年8月31日 なでしこリーグ1部 第10節 日体大FIELDS横浜戦 (浦和駒場スタジアム)

- WEリーグ
  - 初出場 - 2022年10月22日 第1節 ちふれASエルフェン埼玉戦 (新発田市五十公野公園陸上競技場)[6]
  - 初得点 - 2023年12月10日 第5節 三菱重工浦和レッズレディース戦 (デンカビッグスワンスタジアム)[6]